# Włodzimierz Roefler

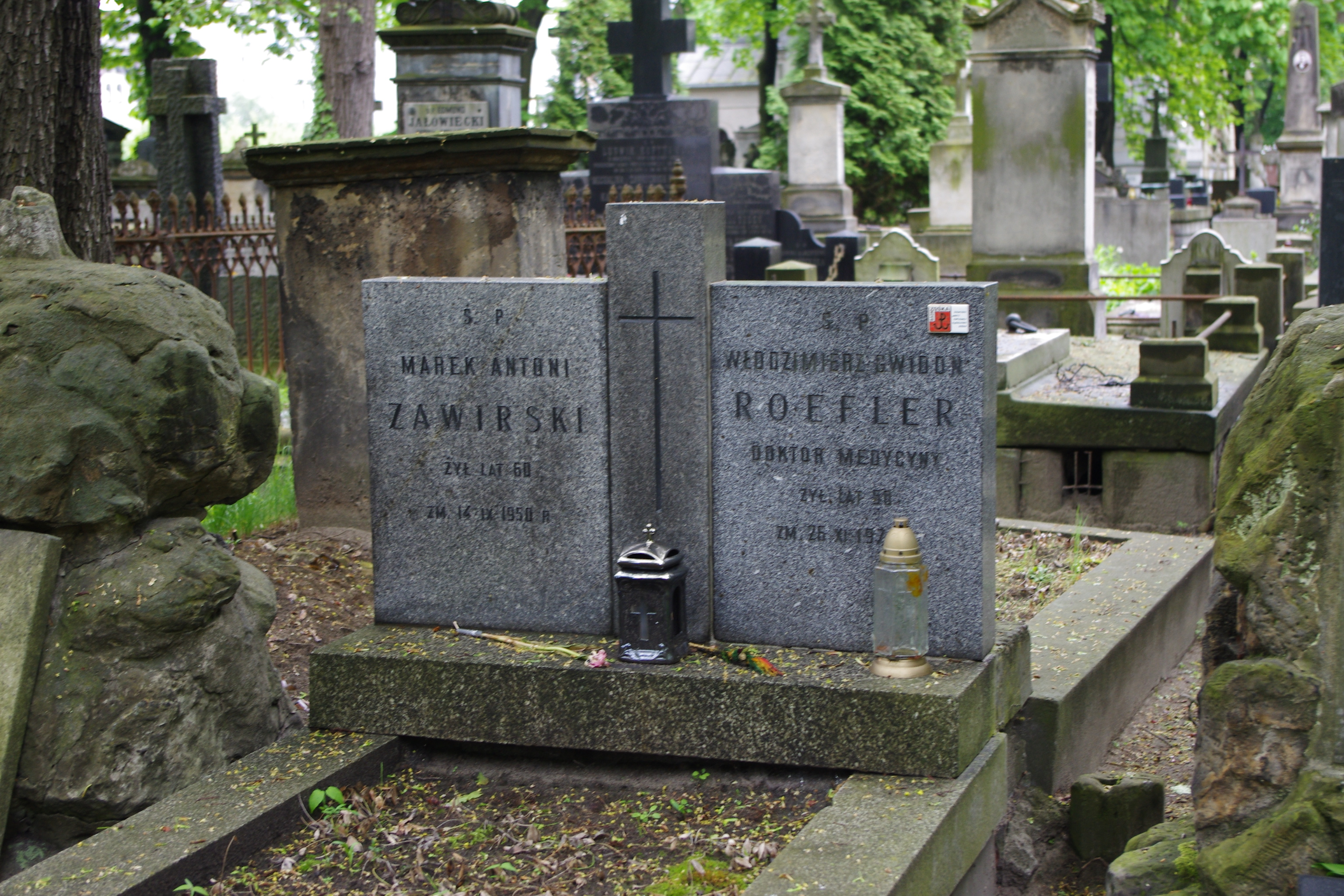
Grób lekarza Włodzimierza Roeflera na cmentarzu Powązkowskim w Warszawie

Włodzimierz Gwidon Roefler ps. „Hrabia” (ur. 12 września 1921 w Skępem, zm. 26 listopada 1971 w Warszawie) – doktor nauk medycznych, chirurg, dyrektor Szpitala Kolejowego w Pruszkowie, kapral podchorąży Armii Krajowej, powstaniec warszawski, żołnierz batalionu „Zośka”.

## Życiorys
Urodził się w rodzinie Antoniego Mamerta (zm. 1979), nadleśniczego w Puszczy Kampinoskiej, i Aleksandry Michaliny z Wiśniewskich. Uczęszczał  do gimnazjum im. Tadeusza Czackiego w Warszawie, którą ukończył w roku szkolnym 1937/38. 

### Konspiracja i powstanie warszawskie
W 1941 r. zdał maturę w ramach tajnego nauczania w liceum im. Stanisława Staszica w Warszawie. Student tajnej medycyny w Prywatnej Szkole Zawodowej dla Pomocniczego Personelu Sanitarnego doc. Jana Zaorskiego. W latach 1943–1944 studiował i pracował w Szpitalu Wolskim. Działał w konspiracji. Należał do Hufca Centrum warszawskich Grup Szturmowych Szarych Szeregów. Wiosną 1944 ukończył tajną podchorążówkę „Agricola”, otrzymując stopień kaprala podchorążego. Brał udział w wielu akcjach dywersyjnych:
- akcja Góral
- akcja Sieczychy („Atak III” - grupa atakująca budynek szkoły)
- akcja w Wilanowie (atak na posterunek żandarmerii niemieckiej, policji granatowej i „streifę” przy szosie powsińskiej oraz miejsce postoju lotników niemieckich w Wilanowie)
- akcja pod Pogorzelą (ostrzelanie pociągu urlopowego, przewożącego Niemców)
- akcja pod Szymanowem (wykolejenie pociągu pospiesznego, przewożącego niemieckich żołnierzy)

W powstaniu warszawskim walczył w szeregach Zgrupowania „Chrobry II”, w III plutonie 5. kompanii II batalionu Chrobry (od września do października). Po upadku powstania trafił do Oflagu VII A Murnau. Wyzwolony przez oddziały gen. Stanisława Maczka, przez kilka miesięcy służył w dywizji pancernej tego generała. 

### Lata powojenne
W 1946 r. wrócił o Kraju i został przyjęty na czwarty rok studiów Wydziału Lekarskiego Uniwersytetu Warszawskiego. Ukończył już Akademię Medyczną w Warszawie, otrzymując dyplom nr 1 (1/5133/50) tej Uczelni wydany z datą 13 stycznia 1950 r. Pracował w Instytucie Hematologii. W 1956 r. uzyskał II stopień specjalizacji z chirurgii. Od 1959 r. pracował w Szpitalu Kolejowym w Pruszkowie, który powstał dzięki staraniom grupy lekarzy z Włodzimierzem Roeflerem na czele. Był dyrektorem szpitala i ordynatorem oddziału chirurgicznego. Na podstawie rozprawy doktorskiej pt. Cholangioskopia śródoperacyjna w diagnostyce chorób dróg żółciowych oraz po złożeniu egzaminów, uchwałą Rady Wydziału Lekarskiego Akademii Medycznej w Warszawie z dnia 29 kwietnia 1966 r. nadano mu stopień naukowy doktora nauk medycznych.
Był mężem Barbary Zawirskiej (1924–2014), lekarki dziecięcej, która w czasie powstania warszawskiego była sanitariuszką ps. „Barbara”, „Baśka”.
Zmarł w Warszawie, pochowany na cmentarzu Powązkowskim (kwatera 3-5,6-17).
Jego synem jest fizyk jądrowy i przedsiębiorca Marek Roefler.

## Ordery i odznaczenia
- Krzyż Walecznych
- Złoty Krzyż Zasługi
- Krzyż Partyzancki
- Medal Zwycięstwa i Wolności 1945

## Upamiętnienie
Jest patronem Szpitala Kolejowego w Pruszkowie.